# Stati Uniti d'America ai Giochi della XXVIII Olimpiade
Gli Stati Uniti d'America parteciparono ai Giochi della XXVIII Olimpiade, svoltisi ad Atene, Grecia, dal 13 al 29 agosto 2004, con una delegazione di 533 atleti impegnati in trentuno discipline.

## Medaglie
| Medaglia | Atleta      | Sport         | Evento           |
| -------- | ----------- | ------------- | ---------------- |
| Oro      | Stati Uniti | Calcio        | Torneo femminile |
| Oro      | Stati Uniti | Pallacanestro | Torneo femminile |
| Bronzo   | Stati Uniti | Pallacanestro | Torneo maschile  |
| Bronzo   | Stati Uniti | Pallanuoto    | Torneo femminile |

## Risultati

### Calcio
Donne
| Atleta | Classifica |                        |
| --- | --- | ---------------------- |
| V · D · M Nazionale statunitense femminile · Calcio ai Giochi Olimpici Estivi 2004 1 Scurry · 2 Mitts · 3 Rampone · 4 Reddick · 5 Tarpley · 6 Chastain · 7 Boxx · 8 Hucles · 9 Hamm · 10 Wagner · 11 Foudy · 12 Parlow · 13 Lilly · 14 Fawcett · 15 Markgraf · 16 Wambach · 17 O'Reilly · 18 Luckenbill · CT : Heinrichs | Oro |                        |
| Nazionale statunitense femminile · Calcio ai Giochi Olimpici Estivi 2004 | |                        |
| 1 Scurry · 2 Mitts · 3 Rampone · 4 Reddick · 5 Tarpley · 6 Chastain · 7 Boxx · 8 Hucles · 9 Hamm · 10 Wagner · 11 Foudy · 12 Parlow · 13 Lilly · 14 Fawcett · 15 Markgraf · 16 Wambach · 17 O'Reilly · 18 Luckenbill · CT: Heinrichs                                                                                     | 1 Scurry · 2 Mitts · 3 Rampone · 4 Reddick · 5 Tarpley · 6 Chastain · 7 Boxx · 8 Hucles · 9 Hamm · 10 Wagner · 11 Foudy · 12 Parlow · 13 Lilly · 14 Fawcett · 15 Markgraf · 16 Wambach · 17 O'Reilly · 18 Luckenbill · CT: Heinrichs | Stati Uniti (bandiera) |

### Pallacanestro
- Uomini

| Atleta | Classifica |
| --- | ---------- |
| V · D · M Nazionale statunitense - Pallacanestro ai Giochi della XXVIII Olimpiade - Torneo maschile 4 Iverson · 5 Marbury · 6 Wade · 7 Boozer · 8 Anthony · 9 James · 10 Okafor · 11 Marion · 12 Stoudemire · 13 Duncan · 14 Odom · 15 Jefferson · All. Larry Brown | Bronzo     |
| Nazionale statunitense - Pallacanestro ai Giochi della XXVIII Olimpiade - Torneo maschile |            |
| 4 Iverson · 5 Marbury · 6 Wade · 7 Boozer · 8 Anthony · 9 James · 10 Okafor · 11 Marion · 12 Stoudemire · 13 Duncan · 14 Odom · 15 Jefferson · All. Larry Brown |            |

- Donne

| Atleta | Classifica |
| --- | ---------- |
| V · D · M Nazionale statunitense - Pallacanestro ai Giochi della XXVIII Olimpiade - Torneo femminile 4 Johnson · 5 Staley · 6 Bird · 7 Swoopes · 8 Riley · 9 Leslie · 10 Catchings · 11 Thompson · 12 Taurasi · 13 Griffith · 14 Smith · 15 Cash · All. Van Chancellor | Oro        |
| Nazionale statunitense - Pallacanestro ai Giochi della XXVIII Olimpiade - Torneo femminile |            |
| 4 Johnson · 5 Staley · 6 Bird · 7 Swoopes · 8 Riley · 9 Leslie · 10 Catchings · 11 Thompson · 12 Taurasi · 13 Griffith · 14 Smith · 15 Cash · All. Van Chancellor |            |

### Pallanuoto
- Uomini

| Atleta | Classifica |                        |
| --- | --- | ---------------------- |
| V · D · M Nazionale maschile statunitense di pallanuoto · Giochi olimpici - Atene 2004 Amr · Azevedo · Bailey · Beaubien · Brooks · Kerr · Klatt · Ormsby · Powers · Segesman · Smith · Wigo · Wright · CT : Ratko Rudić | 7° |                        |
| Nazionale maschile statunitense di pallanuoto · Giochi olimpici - Atene 2004 | |                        |
| Amr · Azevedo · Bailey · Beaubien · Brooks · Kerr · Klatt · Ormsby · Powers · Segesman · Smith · Wigo · Wright · CT: Ratko Rudić                                                                                         | Amr · Azevedo · Bailey · Beaubien · Brooks · Kerr · Klatt · Ormsby · Powers · Segesman · Smith · Wigo · Wright · CT: Ratko Rudić | Stati Uniti (bandiera) |

- Donne

| Atleta | Classifica |                        |
| --- | --- | ---------------------- |
| V · D · M Nazionale femminile statunitense di pallanuoto · Giochi olimpici - Atene 2004 1 Frank · 2 Petri · 3 Lorenz · 4 Villa · 5 Estes · 6 Golda · 7 Dingeldein · 8 Rulon · 9 Moody · 10 Beauregard · 11 Stachowski · 12 Payne · 13 Munro · CT : Guy Baker | Bronzo |                        |
| Nazionale femminile statunitense di pallanuoto · Giochi olimpici - Atene 2004 | |                        |
| 1 Frank · 2 Petri · 3 Lorenz · 4 Villa · 5 Estes · 6 Golda · 7 Dingeldein · 8 Rulon · 9 Moody · 10 Beauregard · 11 Stachowski · 12 Payne · 13 Munro · CT: Guy Baker                                                                                          | 1 Frank · 2 Petri · 3 Lorenz · 4 Villa · 5 Estes · 6 Golda · 7 Dingeldein · 8 Rulon · 9 Moody · 10 Beauregard · 11 Stachowski · 12 Payne · 13 Munro · CT: Guy Baker | Stati Uniti (bandiera) |

### Tuffi

#### Uomini
| Atleta                    | Evento                  | Preliminari | Preliminari | Semifinale      | Semifinale      | Finale          | Finale          |
| Atleta                    | Evento                  | Punti       | Class       | Punti           | Class           | Punit           | Class           |
| ------------------------- | ----------------------- | ----------- | ----------- | --------------- | --------------- | --------------- | --------------- |
| Troy Dumais               | Trampolino 3 m          | 452.76      | 5 Q         | 692.67          | 6 Q             | 701.46          | 6               |
| Justin Wilcock            | Trampolino 3 m          | 225.87      | 32          | Non qualificato | Non qualificato | Non qualificato | Non qualificato |
| Caesar Garcia             | Piattaforma 10 m        | 388.77      | 23          | Non qualificato | Non qualificato | Non qualificato | Non qualificato |
| Kyle Prandi               | Piattaforma 10 m        | 346.53      | 29          | Non qualificato | Non qualificato | Non qualificato | Non qualificato |
| Justin Dumais Troy Dumais | Trampolino 3 m sincro   | N.D.        | N.D.        | N.D.            | N.D.            | 327.06          | 6               |
| Kyle Prandi Mark Ruiz     | Piattaforma 10 m sincro | N.D.        | N.D.        | N.D.            | N.D.            | 325.44          | 8               |

#### Donne
| Atleta                              | Evento                  | Preliminare | Preliminare | Semifinale      | Semifinale      | Finale          | Finale          |
| Atleta                              | Evento                  | Punti       | Class       | Punti           | Class           | Punti           | Class           |
| ----------------------------------- | ----------------------- | ----------- | ----------- | --------------- | --------------- | --------------- | --------------- |
| Rachelle Kunkel                     | Trampolino 3 m          | 294.75      | 12 Q        | 504.51          | 12 Q            | 546.72          | 9               |
| Kimiko Soldati                      | Trampolino 3 m          | 252.36      | 21          | Non qualificata | Non qualificata | Non qualificata | Non qualificata |
| Sara Hildebrand                     | Piattaforma 10 m        | 308.49      | 14 Q        | 489.18          | 11 Q            | 484.77          | 10              |
| Laura Wilkinson                     | Piattaforma 10 m        | 314.19      | 13 Q        | 508.71          | 10 Q            | 549.72          | 5               |
| Cassandra Cardinell Sara Hildebrand | Piattaforma 10 m sincro | N.D.        | N.D.        | N.D.            | N.D.            | 302.22          | 7               |